# Turné
Turné är när ett sällskap eller en person reser omkring för att uppträda. Det brukas väsentligen om musik- och teateruppträdanden, men också när till exempel politiker ska propagera sin sak inför ett val.

## Konsertturné
Konsertturné är ett mer genomtänkt konsertschema där en artist eller musikgrupp under en kortare eller längre tid ger konserter mer intensivt, med inga eller få dagars mellanrum. Konsertturnéer kan variera från mellan en och två veckor till över ett år, helt beroende på artistens eller gruppens popularitet, storlek och inställning. Vissa turnéer får förstås egna namn för att lätt kunna identifiera dem. I engelska språket talar man även om "legs" (etapper), till exempel om en artist turnerar i Nordamerika eller i Europa så heter det "American leg" eller "European leg".